# ICN Business School
ICN Business School (Institut Commercial de Nancy) je europska poslovna škola s razvedenim kampusom smještenim u La Défenseu, Berlinu, Nancyu i Nürnbergu. Osnovana 1905.
ICN je Financial Times 2019. rangirao na 69. mjesto među europskim poslovnim školama.
Svi programi imaju trostruku akreditaciju međunarodnih udruga AMBA, EQUIS, i AACSB. Škola ima istaknute apsolvente u poslovnom svijetu i u politici, kao što su primjerice Nicolas Thévenin (Francuski katolički nadbiskup) i Masséré Touré (Ivorski političar).

## Vanjske poveznice
- Službena stranica